# 865
Раннє Середньовіччя •  Епоха вікінгів •  Золота доба ісламу •  Реконкіста

## Геополітична ситуація
У Східній Римській імперії триває правління Михаїла III. Володіння Каролінгів розділені на 4 королівства: Західно-Франкське королівство, Східно-франкське королівство, Лотарингію, Італію. Північ Італії належить Італійському королівству, Рим і Равенна під управлінням Папи Римського, герцогства на південь від Римської області незалежні, деякі області на півночі та на півдні належать Візантії. Піренейський півострів, окрім Королівства Астурія та Іспанської марки, займає Кордовський емірат. Вессекс підпорядкував собі більшу частину Англії, почалося вторгнення данів. Існують слов'янські держави: Перше Болгарське царство, Велика Моравія, Блатенське князівство.
Аббасидський халіфат очолює аль-Мустаїн. У Китаї править династія Тан. Значними державами Індії є Пала, Пратіхара, Чола. В Японії триває період Хей'ан. Хозарський каганат підпорядкував собі кочові народи на великій степовій території між Азовським морем та Аралом. Територію на північ від Китаю захопили єнісейські киргизи.
На території лісостепової України в IX столітті літописці згадують слов'янські племена білих хорватів, бужан, волинян, деревлян, дулібів, полян, сіверян, тиверців, уличів. У Північному Причорномор'ї співіснують різні кочові племена, зокрема булгари, хозари, алани, тюрки, угри, кримські готи. Херсонес Таврійський належить Візантії. У Києві правлять Аскольд і Дір.

## Події
- Королем Вессексу став Етельред I.

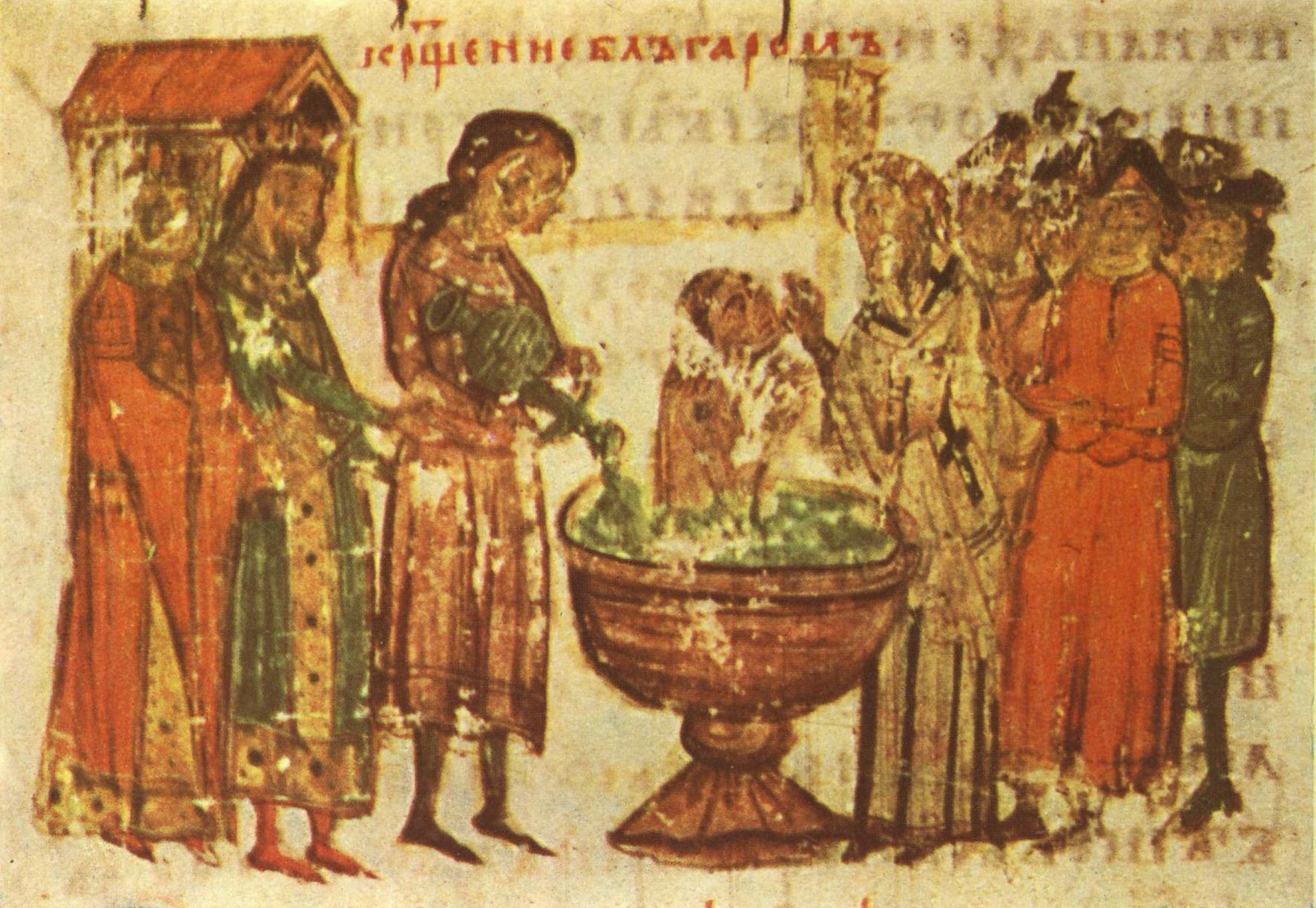
Хрещення болгар. Із візантійського літопису Манасса

- Почалося вторгнення Великої армії данів в Англію.
- Сини Людовика II Німецького, Карломан, Людовик і Карл, збунтувалися проти нього, і він змушений розділити Східне Франкське королівство між ними. Карломан отримав Баварію і сюзеренітет над Богемією й Моравією, Людовик Молодший отримав Франконію, Тюрингію і Саксонію, Карл отримав Швабію і Рецію.
- Готська марка розділилася на Септиманію і Каталонію (Готаланію).
- Болгарія прийняла християнство на основі літургії Кирила і Мефодія. Це спровокувало повстання знаті, яке придушили зі стратою 52 бояр та їхніх родин.
- Папа Миколай I викликав Кирила і Мефодія до Рима в зв'язку з запровадженням літургії слов'янською мовою.
- Тривають напади вікінгів на франкські володіння.

## Народились
- Ар-Разі, алхімік. (дата приблизна)